# Simulium rayohense
Simulium rayohense är en tvåvingeart som beskrevs av John Smart och Clifford 1969. Simulium rayohense ingår i släktet Simulium och familjen knott.
Artens utbredningsområde är Sabah. Inga underarter finns listade i Catalogue of Life.